# Magyar Igazság és Élet Pártja
A  Magyar Igazság és Élet Pártja (röviden MIÉP) magyarországi jobboldali radikális párt volt. Önmeghatározása alapján a „Se nem jobb, se nem bal, keresztény és magyar” elvet követte. A pártot 1993-ban az MDF-ből kizárt Csurka István és a köré tömörülő csoport alapította.

A MIÉP zászlaja

## Története
A MIÉP-et 1993-ban az MDF-ből kizárt Csurka István és a köré tömörülő csoport alapította. Az alapítók szerint Antall József paktumot kötött az SZDSZ-szel, nem hajtotta végre legfontosabb választási ígéretét, a „nagytakarítást”, kiszorította a vezetésből a népi-nemzeti elveket valló politikát és eszmeiséget. Fontos oka volt még a kiválásnak az ukrán-magyar alapszerződés megkötése, mellyel Csurka és társai értelmezésében az Antall-kormány jelképesen is lemondott a trianoni diktátum felülvizsgálatáról éppen abban az időben, amikor Németország újraegyesült, és három mesterséges államalakulat (a Szovjetunió, Csehszlovákia, Jugoszlávia) is szétesett, vagyis a párizsi és jaltai egyezmények érvényüket vesztették. A kiválás okai között szerepelt még az a vélemény is, amely szerint az MDF-kormány meg sem kísérelte a Kádár-rendszer alatt felduzzadt külföldi államadósságunk elengedtetését.
Az 1994-es országgyűlési választáson a párt 1,59%-ot ért el, viszont az 1998-as országgyűlési választáson már 5,55%-ot, így önálló frakciót alakíthatott. A 2002-es választáson a 4,37%-kal a párt nem jutott mandátumhoz.

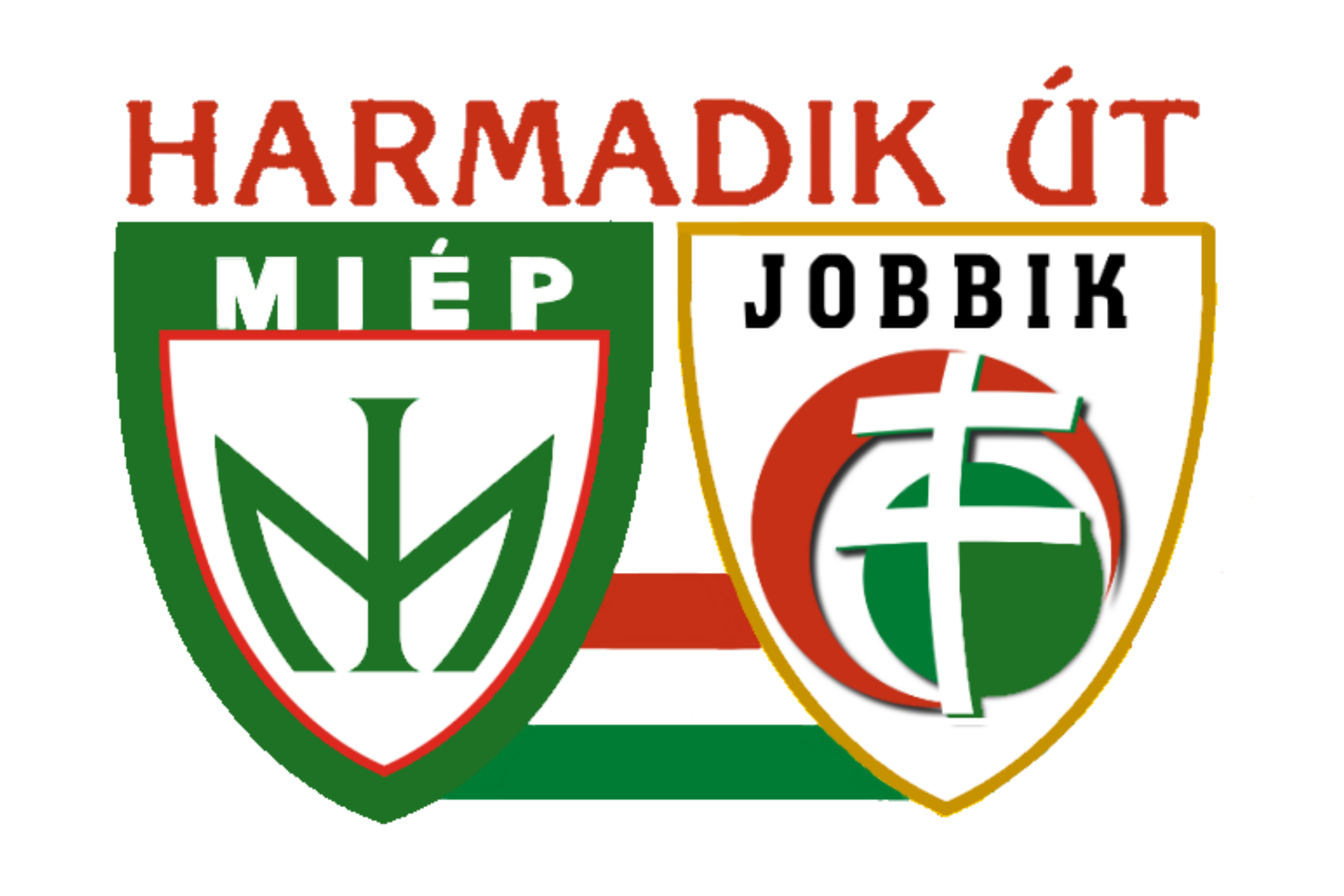

A 2006-os országgyűlési választáson a Jobbikkal és a Kisgazdákkal a „MIÉP – Jobbik a Harmadik Út” elnevezésű választási szövetségben indult és 2,2%-ot ért el, így nem jutott mandátumhoz.
A 2004-es EP választáson 2,35%-ot ért el a párt, ez 72 000 szavazatot jelentett. A 2009-es európai parlamenti választáson nem indult a párt. A 2010-es magyarországi országgyűlési választáson 11 egyéni jelöltet állított.

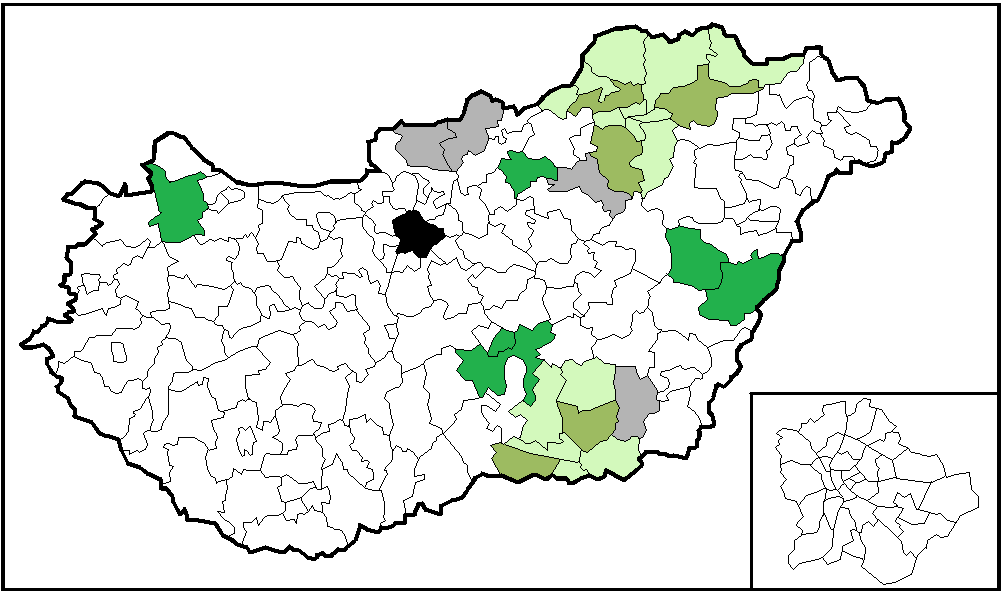
Az egyéni jelöltek eloszlása 2010-ben

2012. február 4-én meghalt Csurka István, a párt egyetlen országosan ismert politikusa, aki 1993 óta, megszakítás nélkül vezette a MIÉP-et, bár 2008-ban egy bírósági határozat kimondta, hogy nem ő a MIÉP elnöke. A párt jövője emiatt bizonytalanná vált. 2012. október 28-án, a párt XVII. Országos Gyűlésén Fenyvessy Zoltánt, a MIÉP korábbi parlamenti képviselőjét és frakcióvezető-helyettesét választották meg elnöknek. A párt alapítója és első elnöke, Csurka István örökös tiszteletbeli elnök lett. A MIÉP közleményben jelentette be, hogy „soraikat újrarendezve, indulni kívánnak a 2014-es választásokon."
2013 januárjában a korábban a Jobbik parlamenti frakcióját erősítő két képviselő, Endrésik Zsolt és Rozgonyi Ernő bejelentette, hogy csatlakoznak a MIÉP-hez, ezzel a radikális párt 11 év után ismét rendelkezik parlamenti képviselettel, még ha a házszabályok értelmében frakciót nem tud is alakítani. 2013. március 28-án jogerősen is beiktatták Fenyvessy Zoltánt a pártelnöki tisztségébe.
A 2017. december 28-án bírósági nyilvántartásba vett 2017. május 11. keltű létesítő okirat alapján a párt elnöke - 2019. február 26-ig terjedő megbízással - Nagy Tibor, Tiszaeszlár polgármestere.
A 2014-es magyarországi országgyűlési választásra a párt a Kisgazdapárttal közösen indított egyéni jelölteket, listát nem állított, így csak a szavazatok 0,04%-át sikerült megszereznie. A 2018-as választásra viszont sikerült 58 önálló egyéni jelöltet, így országos listát is állítaniuk.
A MIÉP elnökhelyettese Deli Károly, alelnökei Cseh Tibor, Gy. Balogh Géza Péter, elnökségi tagjai Budaházy Áron, dr. Koós Ferenc, Andrásfai Szerencse Ödön és Szunyogh Nándor.
2019. február 20-án Budapesten, a Mi Hazánk XI.ker. Bartók Béla úti irodájában Nagy Tibor és Toroczkai László pártelnökök aláírásával együttműködési megállapodást írt alá a MIÉP és a Mi Hazánk Mozgalom.
A párt 2021. július 27-én megszűnt, tagjainak nagy része a Mi Hazánk Mozgalomban folytatta a pályafutását, ugyanakkor 2021. szeptember 23-án a bíróság bejegyzett egy újabb szervezetet Magyar Igazság és Élet Pártja néven, de ez jogilag nem utódja a megszűnt pártnak.

## Szervezeti felépítése

### Elnökei
| A Magyar Igazság és Élet Pártja elnökei | A Magyar Igazság és Élet Pártja elnökei | A Magyar Igazság és Élet Pártja elnökei | A Magyar Igazság és Élet Pártja elnökei |
| Kép                                     | Név                                     | hivatal kezdete                         | hivatal vége                            |
| --------------------------------------- | --------------------------------------- | --------------------------------------- | --------------------------------------- |
|                                         | Csurka István                           | 1993. július 15.                        | 2012. február 4.                        |
|                                         | Fenyvessy Zoltán                        | 2012. október 28.                       | 2017. március 6.                        |
|                                         | Nagy Tibor                              | 2017. március 6.                        | 2021. július 27.                        |

### Ifjúsági Tagozat
A MIÉP ifjúsági szervezete a MIÉP Ifjúsági Tagozat, röviden MIÉP IT volt. Több későbbi Jobbikos és Mi Hazánkos politikus is a MIÉP IT-ben kezdte a politikai pályafutását, például Bana Tibor, Magyar Zoltán, Novák Előd, Szabó Gábor, Szávay István, Toroczkai László, Zagyva György Gyula és Zsiga-Kárpát Dániel, továbbá a Fideszes Kocsis Máté is a szervezet tagja volt. A szervezet utolsó vezetősége a következő volt:
| Elnök              | Elnökhelyettes |
| ------------------ | -------------- |
| Vajda Sándor Csaba | Tóth Dezső     |

### Szakmai Kollégiumok
A MIÉP tagjai, szimpatizánsai,  elhivatott támogatói  a szakmai kollégiumokban  megoldásokat dolgoznak ki, amelyek szakmailag és erkölcsileg is vitathatatlanok, egyben a MIÉP alapvető eszmeiségével egybevágó felfogást képviseltek.
| Név                                     | Elnök             |
| --------------------------------------- | ----------------- |
| Orvosi Kollégium                        | Dr. Kovács László |
| Agrár Kollégium                         | Aponyi Tibor      |
| Mérnöki Kollégium                       | Dr. Raisz Miklós  |
| Jogi Kollégium                          | Fenyvessy Zoltán  |
| Vendéglátói és Idegenforgalmi Kollégium | Károvits Tamás    |

### Szervezetek
Magyarország minden megyéje rendelkezett MIÉP-es szervezettel.
A Magyar Igazság és Élet Pártja alapszervezetei

### Párttagok száma
| A Magyar Igazság és Élet Pártja tagjainak száma | A Magyar Igazság és Élet Pártja tagjainak száma | A Magyar Igazság és Élet Pártja tagjainak száma |
| Év                                              | Tagok száma                                     |                                                 |
| ----------------------------------------------- | ----------------------------------------------- | ----------------------------------------------- |
| 2005.                                           | kb. 12000 fő                                    |                                                 |

## Ideológia, pártprogram
A MIÉP magát radikális nemzeti konzervatív pártként definiálja. Sokáig radikális jobboldali pártként határozta meg magát. Jelmondatuk – „se nem jobb, se nem bal, keresztény és magyar” – alapján azonban saját fő ideológiai irányukat ún. harmadik utasként határozzák meg. A Fidesz–KDNP szövetséggel bizonyos kérdésekben egyetértenek.
A nyugati sajtó, mint például a BBC, vagy a CNN a MIÉP-et a szélsőjobboldali pártok közé sorolja. Lánczi András konzervatív politológus szerint a MIÉP ezzel szemben egyszerűen nacionalista párt.

### Pártprogram
A rend programja – 2006-os országgyűlési választási program

## Választási eredményei

### Országgyűlésiválasztások
| Választás | Szavazatok száma (I. forduló) | Szavazatok aránya (I. forduló) | Változás (%p) | Szavazatok száma (II. forduló) | Szavazatok aránya (II. forduló) | Mandátumok száma | Mandátumok aránya | Parlamenti szerepe |
| --------- | ----------------------------- | ------------------------------ | ------------- | ------------------------------ | ------------------------------- | ---------------- | ----------------- | ------------------ |
| 1994-es   | 85 623                        | 1,59%                          | Állandó       | –                              | –                               | 0 / 386          | 0,00%             | nem jutott be      |
| 1998-as   | 248 832                       | 5,55%                          | · 3,96        | 19 707                         | 4,08%                           | 14 / 386         | 3,63%             | ellenzék           |
| 2002-es   | 245 326                       | 4,37%                          | · 1,18        | 3252                           | 0,01                            | 0 / 386          | 0,00%             | nem jutott be      |
| 2006-os1  | 119 007                       | 2,20%                          | · 2,17        | 2312                           | 0,007%                          | 0 / 386          | 0,00%             | nem jutott be      |
| 2010-es   | 1 286                         | 0,03%                          | · 2,17        | –                              | –                               | 0 / 386          | 0,00%             | nem jutott be      |
| 2014-es3  | 2 054                         | 0,04%                          | · 0,01        | –                              | –                               | 0 / 199          | 0,00%             | nem jutott be      |
| 2018-as   | 8 623                         | 0,16%                          | · 0,12        | –                              | –                               | 0 / 199          | 0,00%             | nem jutott be      |

1 A Jobbikkal közös választási pártban, MIÉP – Jobbik a Harmadik Út néven, amihez 15 megyéből a Kisgazda szervezetek is csatlakoztak

2 Nagyarányú visszalépés más jobboldali pártok javára
3A Független Kisgazdapárttal közösen, MIÉP-FKgp néven.

### Önkormányzativálasztások
1998-as önkormányzati választás:
Összesen 20 megyei közgyűlési mandátumot szerzett. Országosan 8 polgármester és 181 települési képviselő lett.
2002-es önkormányzati választás:
Összesen 7 megyei közgyűlési mandátumot szerzett, ötöt Budapesten, kettőt Pest megyében. Országosan 2 polgármester és 106 települési képviselő lett.
2006-os önkormányzati választás:
Egyik megyei közgyűlésbe sem jutott be. Országosan 5 MIÉP-es polgármester és 75 települési képviselő lett.
2010-es önkormányzati választás:
Egyik megyei közgyűlésbe sem jutott be. Országosan 1 MIÉP-es polgármester és 4 települési képviselő lett.
2014-es önkormányzati választás:
Egyik megyei közgyűlésbe sem jutott be. Országosan 1 MIÉP-es polgármester lett Tiszaeszláron.

### Európai parlamentiválasztások
| Választás | Szavazatok száma | Szavazatok aránya | Változás (%p) | Helyezés | Mandátumok száma | Mandátumok aránya | Európai parlamenti csoport | Európai parlamenti alcsoport |
| --------- | ---------------- | ----------------- | ------------- | -------- | ---------------- | ----------------- | -------------------------- | ---------------------------- |
| 2004-es   | 72 203           | 2,35              | Állandó       | 5.       | 0 / 24           | 0,00%             | –                          | –                            |